# ألون جونز (تنس)
ألون جونز (بالإنجليزية: Alun Jones)‏ مواليد 26 أبريل 1980 في جنوب أفريقيا، هو لاعب كرة مضرب أسترالي سابق بدأ مسيرته كمحترف سنة 2000 وكان يلعب باليد اليمنى. أعلى تصنيف له في الفردي كان المركز الـ 123 في سنة 2007. شارك في أمريكا المفتوحة 2007 حيث خرج من الجولة الأولى عندما خسر بأربع مجموعات أمام المصنف الثاني رافائيل نادال.

## روابط خارجية
- ألون جونز على موقع IMDb (الإنجليزية)
- ألون جونز على موقع قاعدة بيانات الفيلم (الإنجليزية)

- ألون جونز على موقع رابطة محترفي التنس (الإنجليزية)
- ألون جونز على موقع الاتحاد الدولي لكرة المضرب (الإنجليزية)
- ألون جونز على موقع اتحاد التنس الأسترالي (الإنجليزية)
- ألون جونز على موقع خلاصة التنس.كوم (الإنجليزية)
- ألون جونز على موقع إي إس بي إن.كوم (الإنجليزية)